# APT (鉄道車両)

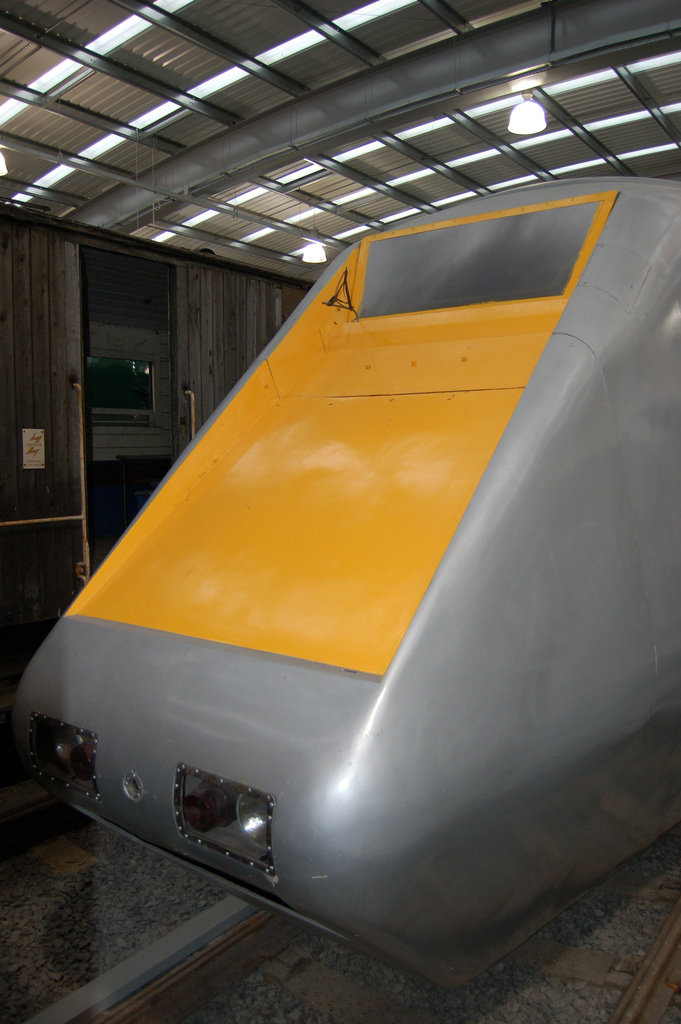
国立鉄道博物館（シルドン）のAPT-E

APT (Advanced Passenger Train) は、イギリス国鉄が1970年代から1980年代半ばにかけて開発していた車体傾斜方式の高速列車である。

## 概要
1970年代、日本の新幹線やフランスのTGVの影響で高速鉄道の導入の機運が高まっていたイギリス国鉄では、まず試験的にロンドン - エディンバラ間の東海岸本線に高速列車を導入することになった。続いてロンドン - グラスゴー間の西海岸本線にも導入されることになったが、高速走行に適した直線区間が少ない事や、新幹線やTGVのLGV区間のような高速新線の新設予算が不足していたイギリス国鉄の財政上の問題から、コスト抑制のために在来線の車両と信号システムを高速走行可能なよう改良することになった。
車両の改良にあたっては、曲線区間の高速運転に対応した強制車体傾斜式車両を導入することになった。この一環で開発された車両がAPTである。

## 背景
日本の新幹線の開業により、1960年代より各国で高速鉄道の開発の機運が高まりつつあった。高速鉄道の動力として交流高圧電流による電化とガスタービンが検討されていた。
1964年10月の総選挙により保守党から政権を引き継いだ労働党のウィルソン政権は行政機構の大改革に取り組んだ。これに先立ち1963年10月の労働党大会においてハロルド・ウィルソン党首は「イギリス労働党と科学革命」と題する同党基本政策声明を行なっており、同党科学政策の基本理念は"社会主義を科学に"、"科学を社会主義に"の合言葉にみられるように科学革命に必要とされる経済・社会体制の変革を社会主義の路線において実現しようとするところにあり、「これは英国科学研究を総動員して技術における新しい突破口を開くことである。過去数年にわたり、英国は数十億ポンドの大金を国防の分野における方向を誤った研究開発契約に消費してきた。もしこの方向を今後、非軍事産業に使用するとすれば英国を再度世界の先端を行く工業国と呼べるような新しい産業を建設することができる」と述べていた。このようにして国家の研究資金を軍事から非軍事へ配分しつつ、研究開発の領域と規模を拡大して行き、政府委託を柱とする国家の研究投資によって創成される新産業は国有企業化とするという政策が立案されていた。新政府は,その組織にあたって技術省を新設して産業研究を強力に措進させることとした。
保守党政権下で進められたBAC TSR-2、ホーカー・シドレー P.1154、アームストロング・ホイットワース AW.681の開発は中止され、計画の中止で余剰になった航空関係の技術者が高速列車のAPTやHST（インターシティー125）の開発に携わることになり、航空機で培われた数々の技術を鉄道車両に導入することになった。

## 車種
APTの導入には3段階の計画があった。まず第1段階ではガスタービン式のAPT-Eが開発された。第2段階では電気式のAPT-Pがインターシティーに投入されたが、結果は思わしくなかった。第3段階として計画されたAPT-Sは、後にAPT計画自体の中止により計画段階のまま終わっている。

### APT-E
1972年、第1段階としてガスタービン式の「APT-E」が製造された。4両編成で両端の動力車が2両の付随車を挟む編成になっていた。1976年まで各種試験が行われた。

### APT-P
1978年、第2段階として、ガスタービンに代えて動力集中方式とした交流25000V架空電車線方式の370形「APT-P」が登場し、長期の試運転の後に1981年よりロンドン - グラスゴー間のインターシティーとして試験的な暫定営業運転を開始した。編成は動力付き制御車・客車・動力なし制御車による10両編成、動力無し制御車・客車・動力車・客車・動力無し制御車による11両編成（動力車1両）・14両編成（動力車2両）が想定されていたが、実際には動力車2両の14両編成のものが製作された。これらは後に車体傾斜機構を除いてインターシティー225の編成に影響を与えた。
車体傾斜機構や流体式ブレーキシステム（水タービンブレーキ）、地上信号連動ブレーキシステムなど多数の新基軸を備えていたが、それが仇となり不具合が多発し、1981年から1984年にかけての試験運用で異常なしの状態で走ったのはわずか1回だけであった（後述）。特に車体傾斜制御のトラブルが著しく、曲線区間で傾斜した車体が突然直立して強力な超過遠心力が急激に働いて乗客がカーブの外側に投げ出されたり、直線区間を走行中にも車体傾斜機構の誤作動で車体が傾き、プラットホームを掠りながら通過した事もあったといわれている。また車体傾斜機構のみならず、ブレーキの異常発熱で立ち往生するトラブルも度々起こしていた。
途中で緊急停止してそのまま運転を打ち切るなど、試験的な運転ながらダイヤ通り運行できないという事態を招き、流体式ブレーキ（液体式変速機の機構を流用したブレーキシステム）のトラブルを原因とする脱線事故も発生した。結局APT-Pは1985年12月に突然運転休止を表明し、1986年にAPT計画自体が破棄された。試作された編成は殆ど解体処分された。

## 計画中止とその後
結果的にAPT計画は失敗に終わったが、APT-Pの車体傾斜機構はイタリアのフィアットに売却され、ペンドリーノに使用されている。イギリスではペンドリーノの車体傾斜機構が390形電車に採用された。APT-Pの車体デザインや技術は、インターシティー225の91形電気機関車やマーク4客車に影響を与えた。
APT計画と平行して進められていたHST計画で、「インターシティー125」が43形ディーゼル機関車とマーク3客車によるプッシュプル方式を用いて大成功を収めた事とは対照的に、車体傾斜機構やAPT-Eで開発された流体式ブレーキなどは実験的要素が非常に多く、野心的過ぎたAPT-Pの技術の未熟さが露呈する事となった。APTの開発が苦戦した場合に備えたHSTの開発は順調に進み、その後30年にわたって使用されている。
APTと比べ、新幹線やTGVは高速運転用の車両だけでなく、高速運転に適した専用の新線を建設したことで大きな成功を収めた。車両だけ高速運転用であっても、軌道が高速運転に適していなければ十分な性能を発揮することはできない。

## 保存車

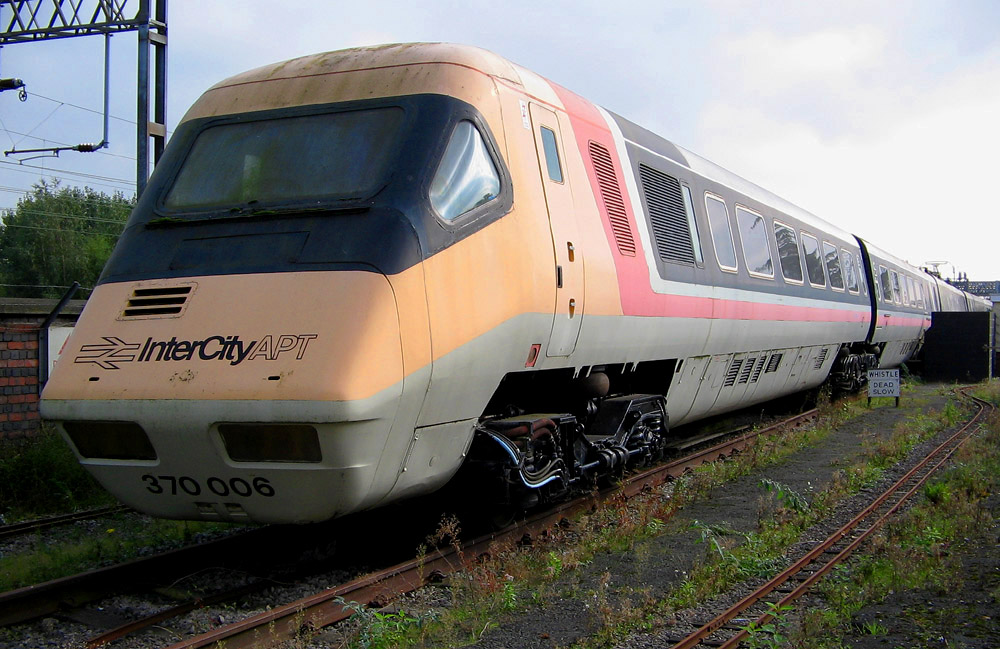
クルー鉄道博物館のAPT-P編成（2006年10月）

APT-E編成は現在、ヨークの国立鉄道博物館（本館）とシルドンの国立鉄道博物館（分館）に保存されている。
APT-P編成はクルーの鉄道博物館とシルドンのイギリス国立鉄道博物館（分館）に保存されている。

## 注記
1. ↑  第12回 R&Dシンポジウム基調講演「高速鉄道－鉄道の第二次黄金期到来か」 - JR East Technical Review、2006年4月。
2. 1 2 3 4  “科学技術政策と行政機構の改革”. 2017年2月14日閲覧。
3. ↑  青田孝『ここが凄い！日本の鉄道』。交通新聞社、2017年。ISBN 9784330794174。
4. ↑  鉄道ピクトリアル 1988年1月号文章より。
5. ↑  曽根悟、「IV.ヨーロッパの鉄道事情」 『電気学会論文誌Ｄ（産業応用部門誌）』 1994年 114巻 6号 p.612-615, doi:10.1541/ieejias.114.612。